# Scytodes stoliczkai
Scytodes stoliczkai là một loài nhện trong họ Scytodidae.
Loài này thuộc chi Scytodes. Scytodes stoliczkai được Eugène Simon miêu tả năm 1897.